# Saint-Vran
Saint-Vran (tiếng Breton: Sant-Vran, Gallo: Saent-Veran) là một xã của tỉnh Côtes-d’Armor, thuộc vùng Bretagne, tây bắc Pháp.

## Dân số
Người dân ở Saint-Vran được gọi là Brennoviens.